# Dewey Balfa
Pour les articles homonymes, voir Balfa.
 (janvier 2016).
Si vous disposez d'ouvrages ou d'articles de référence ou si vous connaissez des sites web de qualité traitant du thème abordé ici, merci de compléter l'article en donnant les références utiles à sa vérifiabilité et en les liant à la section « Notes et références ».
Dewey Balfa (20 mars 1927–17 juin 1992  était un musicien cadien, joueur de violon et chanteur.

## Biographie
Il est né à Grand-Louis, un hameau proche de Mamou, en Louisiane, États-Unis.
Il est devenu célèbre en 1964 en participant au Festival de musique folk de Newport accompagné de Gladius Thibodeaux et de Vinus LeJeune.
En 1965, il forme le groupe Les Frères Balfa (The Balfa Brothers) avec ses frères Will et Rodney Balfa jusqu'à leur mort en 1979 dans un accident de voiture.
Ils joueront la musique cadienne depuis les Fais dodo de Grand Mamou jusqu'aux festivals internationaux comme les Francofolies de La Rochelle.
Sa fille Christine Balfa a continué de faire vivre la musique cadienne avec son groupe Balfa Toujours.
En 1981, il chanta Parlez-nous à boire dans le film culte Sans retour.
En 1982, il a gagné le prix du Fonds national pour les arts intitulé National Heritage Fellowship.

## Discographie
- Cajun Legend par Dewey Balfa & Friends
- J'ai vu le loup, le renard et la belette par The Balfa Brothers
- Under a Green Oak Tree par Dewey Balfa, Marc Savoy, et D.L. Menard
- Souvenirs/Fait à la main par Dewey Balfa & Friends
- Pop, tu me parles toujours par The Balfa Brothers
- The Balfa Brothers Play Traditional Cajun Music, vol. 1-2, par The Balfa Brothers